# Nyceryx brevis
Nyceryx brevis es una polilla de la  familia Sphingidae. Se puede encontrar en Brasil.
Su envergadura va de 20 a 22 mm. siendo la especie más pequeña del género Nyceryx.